# Raphidiopsis raciborskii
Raphidiopsis raciborskii (Cylindrospermopsis raciborskii) – gatunek sinic z rzędu trzęsidłowców. Tworzy nitkowate kolonie w wodach słodkich, element fitoplanktonu. Gatunek pierwotnie o zasięgu międzyzwrotnikowym, inwazyjny. Nazwa gatunkowa nadana przez Jadwigę Wołoszyńską upamiętnia Mariana Raciborskiego.

## Biologia i ekologia
Komórki o zróżnicowanej długości – od ok. 3 μm do ok. 30 μm i o szerokości od 0,9 μm do 5,5 μm. Tworzą kolonie w formie trychomów nieokrytych pochwą. Trychomy mogą być od prostych po helikalnie zwinięte. Akinety powstają bliżej ich końców, heterocyty na końcach. Ich wymiary są mniej zróżnicowane niż komórek wegetatywnych, przeciętnie nieco od nich dłuższe. Heterocyty z reguły nieco krótsze. Nici nie tworzą wyraźnych skupień, unoszą się w wodzie jako element fitoplanktonu, w czym pomagają aerotopy.
Ma stosunkowo dużą tolerancję ekologiczną. Występuje w wodach słodkich. Nie znosi wysokiego zasolenia (powyżej 30 ppm). Preferuje wody o odczynie obojętnym i zasadowym (optymalny zakres pH: 6,9–10), wykorzystując do fotosyntezy różne źródła węgla. Preferuje warunki eutroficzne. Jest organizmem diazotroficznym, jednak w sytuacji, gdy musi polegać jedynie na azocie pozyskanym w ten sposób, jego populacja rozwija się słabo. Kiedy źródłem azotu są jony amonowe, wzrost jest intensywniejszy, niż gdy są to azotany. Źródła takie jak mocznik nie są przez niego dobrze wykorzystywane. Dzięki łatwemu przyswajaniu fosforu i zdolności do gromadzenia jego zapasów, potrafi rozwijać się w warunkach jego stosunkowo małej dostępności. Preferuje wody ciepłe. Optymalna temperatura to 28–30 °C, a typowy zakres występowania to od ok. 20 °C do 35 °C. Spotykany jednak w wodach o temperaturze 11 °C. Akinety wytwarzane są częściej w chłodniejszych rejonach, a wzrost temperatury pobudza ich kiełkowanie. Różne szczepy różnie znoszą zmiany oświetlenia. Znosi zacienienie, rosnąc przy oświetleniu ok. 10 mikroajnsztajnów na metr kwadratowy na sekundę, a fotoinhibicja u jednych szczepów była notowana przy wartościach bliskich 100 μE, podczas gdy inne rozwijały się przy wartościach ok. 348 μE.
Jego populacja może rozwinąć się, tworząc zakwity wód. Wytwarza różne rodzaje toksyn sinicowych, uzyskując przewagę konkurencyjną w fitoplanktonie. Spośród zidentyfikowanych toksyn są cylindrospermopsyna i saksytoksyny oraz ich analogi. Prawdopodobnie wytwarza również niezidentyfikowane jeszcze toksyny, ponieważ notowana jest również jego toksyczność wobec bezkręgowców mimo niewykrycia znanych substancji toksycznych. Cylindrospermopsyna została po raz pierwszy zidentyfikowana w 1992 jako związek wytwarzany właśnie przez Raphidiopsis raciborskii znany wówczas pod nazwą Cylindrospermopsis raciborskii. Odkryto, że była odpowiedzialna za epidemię chorób wątroby w 1979 na wyspach Palm Island w Queenslandzie, a także za kolejne zatrucia.
Jako glon nitkowaty jest mało efektywnie zjadany przez bezkręgowce żywiące się fitoplanktonem. W przypadku wystąpienia dużego zagęszczenia wpływa to na skład zooplanktonu, z którego mogą zniknąć wioślarki niezdolne do jego efektywnego filtrowania.
Do najbardziej podobnych gatunków należy Raphidiopsis mediterranea, odróżniający się brakiem heterocytów.

## Rozprzestrzenianie się
Gatunek (pod nazwą Anabaena raciborskii) w 1912 po raz pierwszy zidentyfikowała Jadwiga Wołoszyńska w próbach pobranych kilkanaście lat wcześniej przez Mariana Raciborskiego z jezior na Jawie. Stąd ta wyspa jest podawana jako miejsce typowe. Prawdopodobnie jednak ma pochodzenie środkowoafrykańskie, skąd ten gatunek lub jego przodkowie rozprzestrzenili się na inne kontynenty. Początkowo uważano, że jest przedstawicielem flory indo-malajskiej, w miarę odkrywania nowych stanowisk uznano, że ma szerokie rozmieszczenie międzyzwrotnikowe i podzwrotnikowe. Z czasem jednak odkrywano kolejne stanowiska w strefie umiarkowanej. Część z nich może mieć pochodzenie naturalne – dotyczy to zwłaszcza jezior leżących na szlakach migracyjnych ptaków, a część może mieć charakter antropogeniczny związany z transportem wodnym. Nie zawsze jest jasne, czy brak wcześniejszych stwierdzeń wynika z prawdopodobnej nieobecności tego gatunku czy ze słabego rozpoznania fykoflory danego obszaru. Pierwsze stanowiska w Europie stwierdzono w latach 30. XX w. Były to jezioro Kastoria i północna część Morza Kaspijskiego. Pierwsze stanowisko stwierdzono w Ameryce w latach 50. XX w. (Wooster Lake w Kansas), a w latach 60. kolejne od Minnesoty po Lago Paranoá. W Afryce pierwsze stwierdzenia pochodzą z lat 50. XX w. (ówczesne Kongo Belgijskie), ale gatunek ten został również zidentyfikowany z prób z Nilu pochodzących z lat 90. XIX w. W Australii gatunek ten zidentyfikowano w latach 80. XX w., ale można przypuszczać, że występował wcześniej, o czym świadczą opisy zatruć później uznanych za powodowanych przez cylindrospermopsynę. Z czasem odkrywano kolejne stanowiska, m.in. w rejonie ponto-kaspijskim (ujście Dunaju, okolice ujścia Wołgi). W 1973 zaobserwowano go w Jeziorze Pątnowskim, które, będąc odbiornikiem wód chłodniczych konińskich elektrowni, ma stale podgrzane wody. Wzrost liczby obserwacji nastąpił w latach 80. XX w. Pod koniec lat 90. występowanie Raphidiopsis raciborskii potwierdzono w pasie od Walencji i Francji przez wschodnie Niemcy, Turkiestan, subkontynent indyjski, Chiny, Filipiny po Australię. W Afryce stanowiska skupione są w strefie równikowej, ale wykraczają poza nią. W Ameryce sięgają od Środkowego Zachodu przez Kubę po południe Brazylii. Stosunkowo dużo stanowisk stwierdzono w dorzeczu Dunaju. W kolejnych latach obserwowana jest ekspansja. W Europie najdalej na północ stwierdzany był w okolicach Petersburga i w Finlandii. W Polsce w pierwszych dekadach XXI w. notowany był w ponad dwudziestu jeziorach, z reguły jako jeden z wielu gatunków, ale czasem jako dominant tworzący zakwit. W tym samym okresie rozszerzył występowanie na Portugalię, Holandię, Argentynę, Nową Zelandię i dotychczasowe luki w zasięgu, np. Izrael czy Serbię. W Polsce jest uważany za gatunek obcy.